# Лакија
Лакија (грч. Λακκιά) је насељено место у општини Седес у периферији Средишња Македонија, Грчка. Према попису из 2021. године било је 398 становника.
Према бугарском географу и историчару, Василу Канчову, у Лакији је 1900. године живело 85 Турака. Године 1924. турско становништво је принудно исељено у Турску а на њихово место је насељено 29 грчких избегличких породица из Турске, укупно 98 особа. На попису из 1928. године Лакија је имала 149 становника. Село се раније звало Троханли.